# 다이내믹 로프

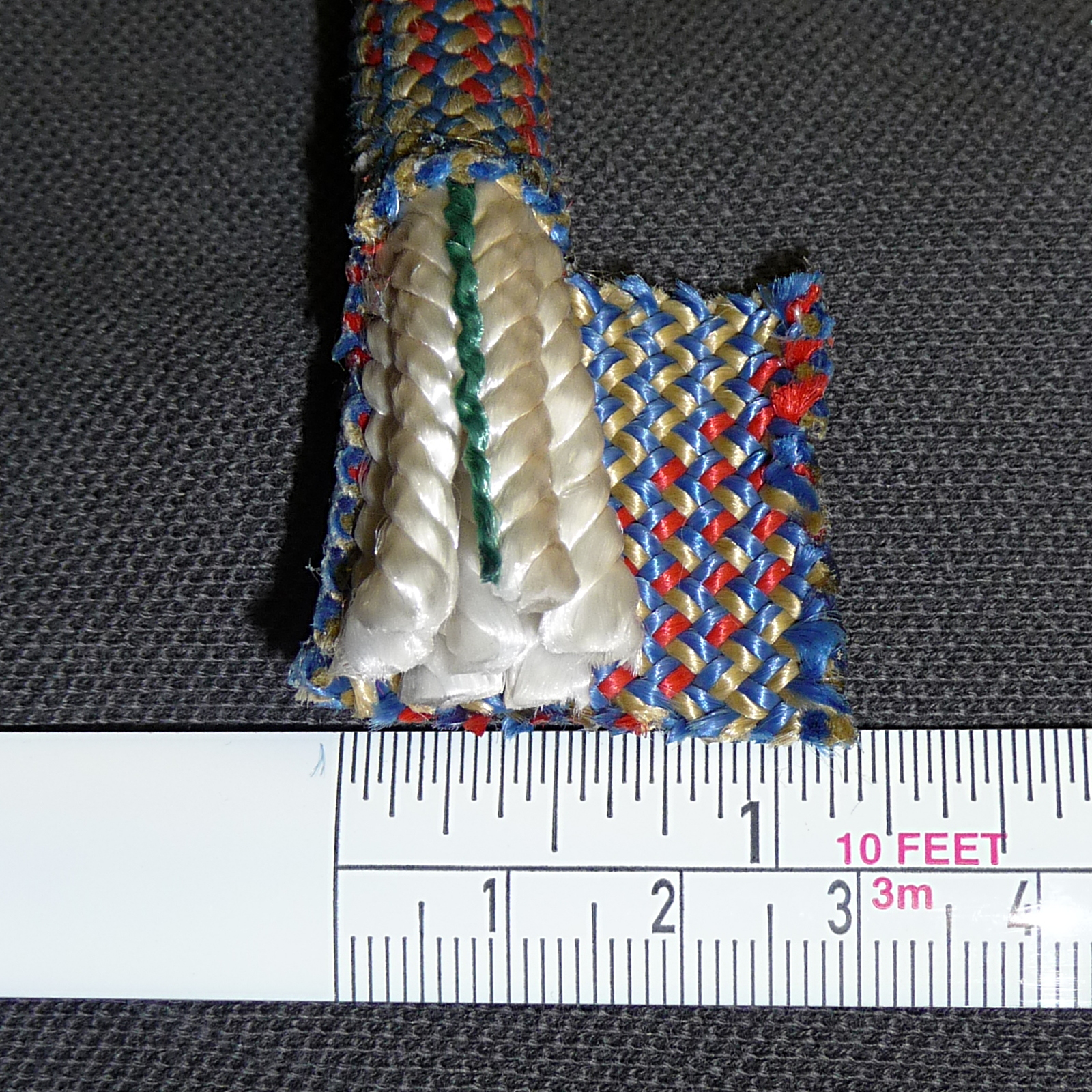

다이내믹 로프()Dynamic rope, 다이나믹 로프, 동적 밧줄, 동적 로프는 주로 암벽등반, 빙벽 등반, 등산에 사용되는 특수 제작된 다소 탄력 있는 밧줄이다. 이러한 탄력성 또는 신축성은 하중을 받을 때 약간만 늘어나는 정적 로프와 달리 로프를 역동적으로 만드는 특성이다. 탄력성이 높을수록 다이나믹 로프는 로프에 가해지는 최대 힘을 줄여 로프의 치명적인 파손 가능성을 줄임으로써 등반가의 추락을 저지하는 것과 같은 갑작스러운 하중의 에너지를 더 천천히 흡수할 수 있다. 케른맨틀 로프는 현재 사용되는 가장 일반적인 유형의 다이나믹 로프이다. 1945년부터 나일론은 뛰어난 내구성과 강도로 인해 등반용 로프의 모든 천연 소재를 대체해 왔다.

## 참고 문헌
- Spelean.com.au